# Abram P. Williams
Abram P. Williams (New Portland, 1832. február 3. – San Francisco, 1911. október 17.) az Amerikai Egyesült Államok szenátora (Kalifornia, 1886–1887).